# Крецоая
Крецоая (рум. Crețoaia) — село в Аненій-Нойському районі Молдови. Входить до складу комуни, адміністративним центром якої є село Цинцерень.

## Населення
За даними перепису населення 2004 року у селі проживали 458 осіб.
Національний склад населення села:
| Національність       | Кількість осіб | Відсоток   |
| -------------------- | -------------- | ---------- |
| українці             | 227            | 49,6%      |
| молдавани румуни     | 185 16         | 40,4% 3,5% |
| росіяни              | 24             | 5,2%       |
| гагаузи              | 2              | 0,4%       |
| поляки               | 2              | 0,4%       |
| болгари              | 1              | 0,2%       |
| інша / без відповіді | 1              | 0,2%       |
| Всього               | 458            | 100%       |